# 喬·威爾金森
喬·威爾金森（英語：Joe Wilkinson；1995年11月2日—）是一位英格蘭足球運動員。在場上的位置是後衛。他現在效力於英格蘭足球冠軍聯賽球隊哈德斯菲爾德足球俱樂部。

## 外部連結
- 足球数据库：喬·威爾金森的球员统计数据
- Huddersfield Town profile